# Гудушаури, Георгий Казбекович
Георгий Казбекович Гудушаури (груз. გუდუშაური გიორგი; 18 февраля 1973) — грузинский футболист.

## Карьера

### Клубная
Клубную карьеру начинал в 1990 году в «Мартве». Далее выступал за «Крцаниси». В 1992 году перешёл в «Горду». С 1994 по 1997 годы вместе с Владимиром Лютым выступал за «Зальмрор-1921», однако на поле появлялся нечасто, проведя лишь 50 матчей за 3 года. В 1998 году перешёл в московское «Торпедо», за который в чемпионате России дебютировал 4 апреля того года в домашнем матче 2-го тура против новороссийского «Черноморца», выйдя в стартовом составе и будучи заменённым на 76-й минуте встречи Арсеном Аваковым. После чего играл в тбилисских клубах «Локомотив» и «Мерани». Завершил карьеру в клубе «Амери»

### Международная
В период с 1995 по 1998 годы сыграл за сборную Грузию 8 матчей.